# Restwiderstandsverhältnis

Temperaturabhängigkeit des elektrischen Widerstandes eines Metalls. Die Kurve wurde mit dem Bloch-Grüneisen-Gesetz für Aluminium berechnet. Das Restwiderstandsverhältnis ist hier RRR=7.

Das Restwiderstandsverhältnis (oft auch nur RRR oder R.R.R. für Residual Resistance Ratio) bezeichnet das Verhältnis des Widerstands eines Materials bei der absoluten Temperatur von 293 Kelvin zum Widerstand eines Materials bei sehr tiefen Temperaturen, etwa bei 4 K, wo kein Beitrag der thermischen Gitterschwingung mehr zu erwarten ist (Restwiderstand).
Die Größe des Restwiderstandsverhältnisses ist ein Maß für die Reinheit eines Materials. Je größer das Verhältnis, desto weniger Störstellen weist das Material auf. Bei hohen Temperaturen streuen Elektronen zusätzlich zu den materialeigenen festen Störstellen auch an Phononen. Da die Phononen im Gegensatz zu den festen Störstellen bei tiefen Temperaturen verschwinden, gibt das Verhältnis der beiden Widerstände (mit und ohne Phononen) Auskunft über den Anteil fester Störstellen.
Bei Supraleitern wird meist der Widerstand kurz über der Übergangstemperatur vom supraleitenden zum normalleitenden Zustand als Restwiderstand verwendet. Im supraleitenden Zustand verbleibt ausschließlich der Widerstand der Messleitungen, der, falls vorhanden, zur Offset-Korrektur verwendet werden kann.
Reines Aluminium hat z. B. ein Restwiderstandverhältnis von RRR = 20000.